# Мистецький твір у добу своєї технічної відтворюваности

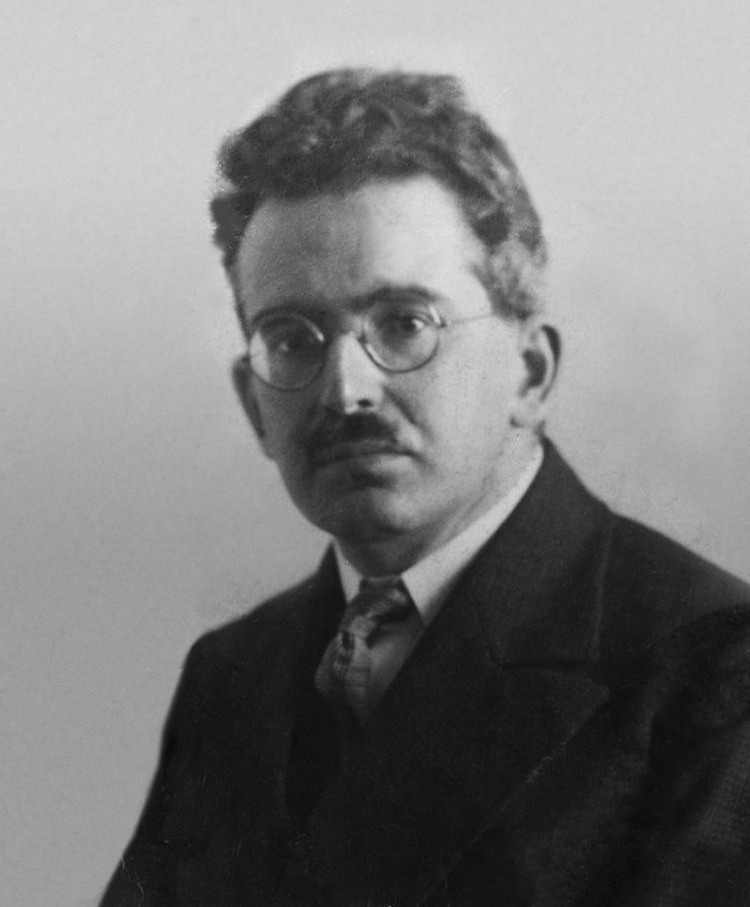
У «Мистецький твір у добу своєї технічної відтворюваности» (1935) Вальтер Беньямін аналізує мистецькі, культурні, соціальні, економічні та політичні функції мистецтва в капіталістичному суспільстві.

«Мистецький твір у добу своєї технічної відтворюваности» (нім. Das Kunstwerk im Zeitalter seiner technischen Reproduzierbarkeit) 1935 року — есе Вальтера Беньяміна у жанрі культурної критики, яке висуває та пояснює тезу, що механічне відтворення знецінює ауру (унікальність) мистецького твору, і що в добу механічного відтворення та відсутності традиційної й ритуальної цінності створення мистецтва воно неминуче ґрунтуватиметься на праксисі політики. Написане під час нацистського режиму (1933–1945) у Німеччині, це есе пропонує теорію мистецтва, «корисну для формулювання революційних вимог у політиці мистецтва» в умовах масової культури.
Тематика есе Беньяміна охоплює: ауру твору мистецтва; мистецьку автентичність артефакту; культурний авторитет мистецького твору; а також естетизацію політики у створенні мистецтва. Ці ідеї стали підґрунтям для досліджень у сферах історії мистецтва та архітектурної теорії, культурних студій і теорії медіа.

## Створення та публікація
«Мистецький твір у добу своєї технічної відтворюваности» було задумано Беньяміном як сучасне доповнення до його значно ширшого проєкту — Arcades Project. Він почав писати есе у 1935 році, перебуваючи на еміграції в Парижі. У жовтні він згадав про нього в листах до Ґретель Карплюс та Макса Горкгаймера, повідомивши останнього, що це початок «матеріалістичної теорії мистецтва». Німецька назва — Das Kunstwerk im Zeitalter seiner technischen Reproduzierbarkeit. Між груднем 1935 та лютим 1936 Беньямін суттєво переробив есе й додав нотатки — саме ця «друга версія» вважається «уртекстом» (найточнішим), зокрема історикинею кіно Міріам Гансен.
У жовтні 1935 року Беньямін запропонував Горкгаймеру опублікувати есе в журналі Франкфуртської школи Zeitschrift für Sozialforschung. Горкгаймер погодився за умови, що текст з’явиться у французькому перекладі. Беньямін — тоді мешканець Франції та уважний до французької політики — охоче погодився й співпрацював із філософом-перекладачем П’єром Клоссовським, завершивши переклад паралельно з доопрацюванням тексту. Попри «ретельну співпрацю» (за словами Говарда Айленда) з Клоссовським, публікація в Zeitschrift була непростою: редакційне втручання, на думку Беньяміна, пом’якшило політичну гостроту есе. Попри труднощі, текст було опубліковано 1936 року в томі 5, вип. 1 журналу Zeitschrift für Sozialforschung у французькому перекладі Клоссовського під назвою "L'œuvre d'art à l'époque de sa reproduction mécanisée", із резюме німецькою та англійською. Вибір французької мови виправдався: есе активно обговорювали в інтелектуальних колах Франції.
Беньямін продовжував редагувати текст до 1939 року. Саме третя версія вперше вийшла німецькою 1955 року в Gesammelte Schriften, а також першою була перекладена англійською як The Work of Art in the Age of Mechanical Reproduction у збірці Illuminations (1969), ред. Гаррі Цон. Сьогодні зазвичай віддають перевагу другій (1935/36) версії.

## Зміст
Беньямін викладає тематичні основи теорії мистецтва, цитуючи есе «Завоювання всюдисущості» (1928) Поля Валері, щоб показати, як твори мистецтва, створені в попередні епохи, відрізняються від сучасних; і що розуміння й трактування мистецтва та мистецьких технік повинні поступово змінюватися, щоб адекватно осягнути твір у контексті сучасності.  
Наші витончені мистецтва були розвинуті, їхні типи й функції встановлені в часи, дуже відмінні від нинішніх, людьми, чия здатність впливати на речі була незначною порівняно з нашою. Але разючий розвиток наших технік, гнучкість і точність, якої вони досягли, ідеї та звички, що вони формують, роблять неминучим глибокі зміни у стародавньому ремеслі Прекрасного. В усіх мистецтвах існує фізичний компонент, який більше не може розглядатися чи трактуватися, як раніше, який не може залишатися не зачепленим нашим сучасним знанням і силою. Впродовж останніх двадцяти років ні матерія, ні простір, ні час не є тими, якими були з незапам’ятних часів. Ми повинні очікувати великих інновацій, які змінять усю техніку мистецтв, а відтак вплинуть на мистецький винахід як такий і, можливо, навіть докорінно змінять саме наше уявлення про мистецтво.

### Мистецьке виробництво
У передмові до есе Беньямін застосовує марксистський аналіз організації капіталістичного суспільства та місця мистецтва в ньому — як у публічній сфері, так і в приватній. Він пояснює соціально-економічні умови суспільства, щоб вивести майбутні тенденції розвитку капіталізму, які приведуть до економічної експлуатації пролетаріату, а зрештою створять умови для скасування капіталізму.  
Розглядаючи історичні та технологічні етапи розвитку засобів механічного відтворення творів мистецтва, Беньямін доводить, що художнє відтворення не є сучасною діяльністю людини. Такі практики існували ще в Стародавній Греції (XII–IX ст. до н.е.) у вигляді ливарної справи та штампувальних млинів. У пізніші епохи — у вигляді гравюри на дереві, гравірування, офорту, літографії та фотографії. Ці техніки масового виробництва дають більшу точність у механічному відтворенні мистецького твору, ніж могла би забезпечити ручна копія, зроблена художником за оригіналом майстра.

### Автентичність
Аура твору мистецтва походить від його автентичності (унікальності) та локалізації (фізичної й культурної). Беньямін пояснює, що «навіть найдосконаліше відтворення твору мистецтва позбавлене одного елементу: його буття в часі й просторі, його унікального існування в місці, де воно перебуває». Сфера [мистецької] автентичності лежить поза технічною сферою механізованого відтворення.
Тому, будучи унікальним, оригінальний твір є objet d’art незалежно від механічної копії; проте зміна культурного контексту розташування твору робить існування копії (як продукту мистецтва) чинником, що зменшує естетичну цінність оригіналу. Таким чином, аура — унікальний естетичний авторитет мистецького твору — відсутня в механічно створеній копії.

### Критика
Міклош Леґраді заперечує вислів Беньяміна про те, «що в епоху механічного відтворення в’яне аура мистецького твору», вказуючи на те, що книги теж створюються шляхом механічного відтворення, і все ж образи й література зберігають свою ауру не менше, ніж будь-який індивідуальний та унікальний твір.  
Сила мистецтва полягає не в унікальності фізичного об’єкта, а у висловлюванні, зробленому митцем через твір. Відтворення цього висловлювання не послаблює його, а посилює вплив із кожною новою людиною, до якої воно доходить завдяки копії.  
«Крик» Мунка, наприклад, відомий переважно з відтворень, однак його аура, його здатність вражати, походить не з унікальності картини чи рисунку, а з унікальності змісту твору, який зберігає свій ефект незалежно від кількості відтворень.

### Цінність: культ і експозиція
Розглядаючи соціальні функції артефакту, Беньямін зазначає: «Твори мистецтва сприймаються й цінуються на різних рівнях. Виразно вирізняються два полярні типи: в одному наголос робиться на культовій цінності, в іншому — на експозиційній цінності твору. Мистецьке виробництво починається з об’єктів, призначених для служіння в культі. Можна припустити, що важливим було саме їхнє існування, а не перебування на огляді».
Культова цінність релігійного мистецтва полягає в тому, що «деякі статуї богів доступні лише священику в целлі; певні мадонни залишаються закритими майже весь рік; деякі скульптури на середньовічних соборах невидимі для глядача з рівня землі».
На практиці зменшення культової цінності релігійного артефакту (наприклад, ікона, яка більше не вшановується) підвищує його експозиційну цінність як мистецтва, створеного для оцінки глядачем. Адже «набагато простіше виставити бюст, який можна відправити до музею, ніж статую божества, що має своє фіксоване місце в храмі».
Механічне відтворення мистецького твору нівелює його культову цінність, оскільки переміщення з фіксованого приватного простору (храму) у рухомий публічний (музей) робить можливим показ твору багатьом глядачам.
Далі, пояснюючи перехід від культової цінності до експозиційної, Беньямін пише, що «у фотографічному образі експозиційна цінність вперше демонструє свою перевагу над культовою».
Наголошуючи на експозиційній цінності, «твір мистецтва стає творінням із цілком новими функціями», які «згодом можуть виявитися випадковими» щодо первісного призначення, заради якого митець створив objet d’art.
Як медіум мистецького виробництва кінематограф (рухоме зображення) не створює культової цінності для самого фільму, адже «ототожнення глядача з актором насправді є ототожненням із камерою. Відтак глядач займає позицію камери; його підхід є випробувальним. Це не той підхід, якому може бути піддана культова цінність».  
Таким чином, «фільм відсуває культову цінність на другий план не лише тим, що ставить публіку в позицію критика, а й тим, що в кіно ця [критична] позиція не потребує уваги».

### Мистецтво як політика
Соціальна цінність твору мистецтва змінюється разом із тим, як суспільство змінює свої системи цінностей; саме тому зміни художніх стилів і культурних уподобань публіки відбуваються відповідно до того, що «спосіб, у який організоване людське чуттєве сприйняття [і] мистецький засіб, у якому воно здійснюється, визначається не лише Природою, а й історичними обставинами».
Попри негативні наслідки (соціальні, економічні, культурні) масово вироблених мистецьких продуктів для аури оригінального твору мистецтва, Беньямін наголошує: «унікальність твору мистецтва нерозривно пов’язана з його вбудованістю в тканину традиції», що відділяє оригінал від копії.
Ба більше, Беньямін відзначає, що ритуалізація механічного відтворення мистецтва також звільнила «твір мистецтва від його паразитичної залежності від ритуалу», тим самим збільшуючи соціальну цінність експонування мистецьких творів.  
Ця соціальна й культурна практика розвивалася від приватної сфери життя (естетична насолода власника артефактом, зазвичай творами високого мистецтва) до публічної сфери життя, де широка аудиторія має змогу насолоджуватися тією самою естетикою в галереї, що експонує мистецькі твори.  

## Вплив
У телепрограмі кінця XX століття Ways of Seeing (1972) Джон Берґер виходить із тем есе Беньяміна та розвиває їх, щоб пояснити сучасні репрезентації соціальних класів і расових каст, притаманних політиці та виробництву мистецтва.  
Берґер стверджує, що перетворюючи твір мистецтва на товар, сучасні засоби художнього виробництва та відтворення зруйнували естетичний, культурний і політичний авторитет мистецтва:  «Вперше в історії зображення мистецтва стали ефемерними, всюдисущими, нематеріальними, доступними, позбавленими вартості, безкоштовними», бо вони є комерційними продуктами, що не мають аури автентичності оригінального objet d'art.
Додаток до есе Беньяміна «Твір мистецтва…» під назвою «Коротка історія фотографії», у поєднанні з основним текстом, стала теоретичною базою для відомої монографії Сьюзен Зонтаґ On Photography.
Ідеї, вперше висловлені в цій статті, також вплинули на знамениту тезу Маршалла Маклюена — «середовище є повідомленням».